# За своју душу
За своју душу је албум Кемала Монтена. Издат је 1980. године у формату ЛП винил плоче LSY 61500 и касете CAY 800. Издавачка кућа је Југотон. 

## Песме
- А1 За своју душу
- А2 Дуга ноћ
- А3 Насмјеши се
- А4 Сам
- А5 Гитаро моја
- Б1 Није хтјела (Аранжман - Ранко Рихтман, текст - Кемал Монтено
- Б2 Ти си моја поезија
- Б3 Код "Црвене тројке"
- Б4 Крени пјесмо
- Б5 Ти и ја

## Сарадници
- Аранжман и диригент - Стипица Калођера
- Дизајн предње стране - Ибрахим Љубовић
- Текст - Миша Марић  (песме: A1 до A5, B2 до B5)
- Музика - Кемал Монтено
- Фотографија - Кемал Бакаловић
- Choir – Julie Scott, Raffaela Espozito, Vanba Radichi
- Снимак - Бранко Подбрежнички, Бруно Маласома и Франо Бернер
- Снимљено у Југотон студију, Загреб и ГРС студијо, Милано